# Acronicta denticulata
Acronicta denticulata är en fjärilsart som beskrevs av Moore 1888. Acronicta denticulata ingår i släktet Acronicta och familjen nattflyn. Inga underarter finns listade i Catalogue of Life.